# Biston atra
Biston atra là một loài bướm đêm trong họ Geometridae.